# Nikolaï Roubakine
Nikolaï Alexandrovitch Roubakine (en russe : Николай Александрович Рубакин) est un écrivain russe né le 1er juillet 1862 (13 juillet dans le calendrier grégorien) à Oranienbaum (devenu Lomonossov), dans la région de Saint-Pétersbourg et mort le 23 novembre 1946 à Lausanne en Suisse. Il est enterré à Moscou.

## Biographie
Nicolas Roubakine consacre toute sa vie au livre, passion  dont il hérite avec une immense bibliothèque de sa mère bibliothécaire. Ses sympathies pour les socialistes-révolutionnaires et son amitié avec Alexandre Oulianov (frère aîné de Lénine, condamné à mort et pendu pour avoir tenté d'assassiner Alexandre III en 1887) le poussent à s'expatrier. 
En 1907, il s'installe en Suisse, à la pension Lambert à Baugy-sur-Clarens (aujourd'hui inclus dans la commune de Montreux) puis à Lausanne, où il conserve les livres qu'il a pu rapporter avec lui de Saint-Pétersbourg. 
Il fonde une science de la lecture, la bibliopsychologie (ou «psychologie bibliologique») qui est l'étude de l'ouvrage par rapport à la relation s'établissant entre le lecteur et l'auteur.

## Publications
- Nikolaĭ Alexandrovitch Roubakine, Introduction à la psychologie bibliologique [trad. du russe par A. Roubakine], Paris : J. Povolozky, 1922